# Chronologie des événements de mai - juin 1968
 (juin 2008).
Si vous disposez d'ouvrages ou d'articles de référence ou si vous connaissez des sites web de qualité traitant du thème abordé ici, merci de compléter l'article en donnant les références utiles à sa vérifiabilité et en les liant à la section « Notes et références ».
Mai 68 est un ensemble de mouvements sociaux, de grèves et de manifestations survenus en France, en mai-juin 1968.
Ces événements constituent une période et l'une des ruptures marquantes de l'histoire contemporaine française, caractérisés par une vaste révolte spontanée antiautoritaire, de nature à la fois culturelle, sociale et politique, dirigée contre la société traditionnelle, le capitalisme, l'impérialisme et, plus immédiatement, contre le pouvoir gaulliste en place.
L'Historiographie de Mai 68 a rappelé à partir des années 1990 que Mai-juin 1968 a vu aussi les grèves les plus massives de l'histoire de France avec près de dix millions de grévistes juste avant la négociation des Accords de Grenelle qui actent un relèvement de 35% du Smic.
Enclenchée par une révolte de la jeunesse étudiante parisienne, puis gagnant le monde ouvrier et pratiquement toutes les catégories de population sur l'ensemble du territoire, elle reste le plus important mouvement social de l'histoire de France du XXe siècle.

## Prémices
- en 1961, la création du Front universitaire antifasciste est un point de départ pour la "Génération 68", selon l'enquête de Hervé Hamon et Patrick Rotman[1] car elle entraîne la création au sein de l'UNEF, sur fond d'attentisme de sa direction face à l'OAS et la fin de la Guerre d'Algérie, d'une opposition de gauche, menée par la Fédération des groupes d'études en Lettres (FGEL) de militants qui élargissent les mobilisation aux luttes sociales et le périmètre des étudiants mobilisés via la création de groupes d'études, par discipline, où chacun peut apporter ses idées et regards critiques sur l'enseignement[2].
- 26 mars 1968, enquête-documentaire de l'ORTF sur la résidence universitaire Nanterre. Didier Gallot et Patrick Buisson, militants à la FNEF de Nanterre avec Hubert de Kervenoaël l'emmènent porter plainte[3],[4].
- 30-31 mars : à Paris, premier Congrès des Comités Vietnam de base (CVB), qui annonce 120 CVB à Paris et région parisienne, 150 en province[5].
- 1er au 3 avril : dans une série de trois articles de Michel Legris, Le Monde se demande : « Qui sont les « pro-chinois » en France ? »[5],[6],[7],[8].
- vendredi 19 avril, avant-veille de l'Assemblée de l'UNEF, Occident est soupçonné d'avoir brisé les vitrines, Rue Gît-le-Cœur, d'une librairie et d'un cinéma sympathisant du Comité Vietnam national, projetant le film de Joris Ivens sur la Guerre du Vietnam, 17e Parallèle[9]. L'extrême-droite est très affaiblie par les 13 condamnations du 12 juillet 1967 pour « violence et voies de fait avec armes et préméditation[10] », sanctionnant son attaque du 12 janvier 1967 sur le campus de l’université de Rouen[11], qui a fait déposer les armes à ses leaders Gérard Longuet, Alain Madelin et Patrick Devedjian. Mais elle joue de sa réputation pour instiller des tensions symboliques par des incendies ou bris de vitres nocturnes.
- dimanche 21 avril, une nouvelle assemblée générale extraordinaire de l'UNEF a lieu de 15 heures à minuit dans un amphithéâtre annexe de La Sorbonne[12], et doit élire un successeur à son président Michel Perraud, qui a démissionné à la mi-mars 1968, après avoir été mis en minorité par le bureau national et par l'assemblée générale de l'UNEF. Il est vrai qu'il avait rencontré un responsable de la jeunesse communiste. Mais il ne pouvait accepter sa proposition de communiqué commun dénonçant les trotskistes. De la même manière, avec le secrétaire général à l'organisation de l'UNEF, Jean-Louis Cardi, il y eut une rencontre avec un responsable de l'UJC(ml) qui exigeait un communiqué commun dénonçant le trotskisme et le révisionnisme. Ces exigences étaient inacceptables. Mis en minorité par la majorité du bureau national, et par l'AG de mars 1968, Jean-Louis Cardi et Michel Perraud démissionnèrent. Si Jean-Louis Cardi fut convoqué pour « déviation maoïste » devant la commission des conflits du PSU (il ne s'y présenta pas), jamais Michel Perraud ne reçut une telle convocation. Le bureau du PSU, mené depuis 1967 par Michel Rocard affiche sa défiance envers le gauchisme groupusculaire[13] et estime que  Jacques Sauvageot, également adhérent du PSU, doit succéder à Michel Perraud à la tête de l'UNEF[14]. Mais l'assemblée de l'UNEF échoue à nouveau le 21 avril à élire un président à cause de l'irruption le soir d'associations générales d’étudiants tenues par la droite via la FNEF, menées par Olivier Noc, le président du groupe Sciences-Po. Suspendues pour non-paiement de leurs cotisations, elles protestent contre le projet d'exclusion de celles restées dans l'UNEF. Parmi les intrus, des militants d'extrême-droite, appelés ou tolérés par Olivier Noc. Des heurts font un peu plus tard trois blessés dont un sérieusement, les trotskistes du CLER étant intervenus pour chasser les intrus, avant de perdre ensuite un vote sur leur proposition de boycotter des examens. Entre-temps, la police a fait évacuer la salle : le vice-président Jacques Sauvageot doit à nouveau assumer l'intérim[15], porté par une coalition de courants communistes, trotskystes et maoïstes s'étant opposés à l'intrusion violente[16],[17],[11]. Quant à l'Amicale des élèves de l'Institut d'études politiques de Paris accusant Michel Perraud d'avoir « encouragé les délégués trotskistes » à expulser sa délégation, sans intervenir "pour secourir les blessés", cette déclaration est stupide : si Michel Perraud a assisté à l'AG du 21 avril 1968 comme président démissionnaire, il n'avait aucune raison et aucun mandat pour y prendre la parole.
- lundi 22 avril, le Mouvement du 22 Mars lance à Nanterre des représailles contre le local de la FNEF, dirigée à Nanterre par Jean-Luc Gréau, jugée responsable de l'intrusion de la Sorbonne. Ils affichent « FNEF = Occident » sur ce local et empêchent les militants d'en sortir[18]. « C’est ainsi que les heurts se sont déclenchés », observe Le Monde[19]. Dans un livre de souvenirs consacrés à de Gaulle, le ministre de l'éducation de l'époque, Alain Peyrefitte, parlera, par approximation de saccages du siège de l'UNEF, des locaux du Comité Vietnam national et du local de la FNEF[20], ce qui n'est confirmé par aucune autre source.
- mardi 23 avril : 1re séance de l'examen de la motion de censure déposée par la Fédération de la gauche marqué les critiques de l'opposition contre la politique gouvernementale de l'information, s'en prenant essentiellement à l'ORTF[21]
- mardi 23 avril, nouvel incident à la faculté de Nanterre en relation avec les problèmes à l’UNEF[22],[23]: après avoir contredit Cohn-Bendit lors d'un cours en travaux pratiques de lettres dans la Faculté, un militant de Nanterre de la FNEF, Hubert de Kervenoaël, a été menacé par ce dernier puis frappé par une dizaine d'étudiants et délesté de son portefeuille[24],[25]. Selon l'historien américain Bertram Gordon, cité par son compatriote Michael Seidman[26], Hubert de Kervenoael, qui écope de dix points de suture et dix jours d'interruption[23], ne militait pas à Occident. Didier Gallot, président FNEF de l'Association des Étudiants en Lettres, qui avait été interviewé le 26 mars par l'ORTF[27] pour plaider le dialogue avec les autorités universitaires[27] décide d'accompagne Hubert de Kervenoael déposer plainte contre Cohn-Bendit. La FNEF accuse Cohn-Bendit dans un communiqué d’avoir prononcé de violentes menaces devant témoins à l’encontre de Kervenoaël[28], juste avant la bagarre, dans le TP (Travaux pratiques) de lettres où il était au travail.
- jeudi 25 avril, à 17 h, Pierre Juquin, invité par les étudiants communistes de Nanterre à une réunion-débat visite le doyen puis s'installe à la tribune dont il est chassé par les maoïstes. Cohn-Bendit avait décidé avec eux qu'ils n'interviendraient que si Juquin refusait de répondre aux questions de Cohn-Bendit sur les articles jugés hostiles de L’Humanité concernant Nanterre[29]. Une demi-heure après, débat dans un autre amphitéâtre avec Laurent Scharwtz et André Gorz sur la fonction sociale de l'Université, Daniel Cohn-Bendit reproche à un militant du CLER de vouloir les empêcher de parler et le fait taire avec l'assentiment des maoïstes.
- vendredi 26 avril, une seconde plainte a été déposée par le recteur Jean Roche, au sujet de la publication de la recette du Cocktail Molotov, dans le journal Mouvement du 22 mars.
- samedi 27 avril, Daniel Cohn-Bendit arrêté à 8 h 30, en bas de chez lui puis perquisitionné et interrogé dans deux commissariats successifs car Hubert de Kervenoaël a porté plainte et l'accuse de l’avoir molesté le 25 avril. Il est libéré à 20 h[30], sur décision du Garde des sceaux, Louis Joxe et du premier ministre Georges Pompidou. A 20 heures sur France-Inter (ORTF), Jean-Pierre Elkabbach présente Daniel Cohn-Bendit comme « un des principaux responsables des étudiants d'extrême-gauche », en mentionnant sa libération, avec un court portrait flatteur mentionnant qu'on avait « beaucoup remarqué les réunions qu'avait présidé » ce jeune homme et le présentant comme un militant de l'UNEF, et « l'un des seuls à pouvoir imposer le silence au cours des réunions »[31].
- dimanche 28 avril 1968, les GPA attaquent à Paris l'exposition sur les « crimes » des Vietcongs organisée par le Front uni de soutien au Sud-Viêtnam dirigé par Roger Holeindre qui se tient, 44, rue de Rennes.
- lundi 29 avril, Cohn Bendit, libéré, affirme qu'il a davantage protégé qu’agressé Kervenoaël et seulement fait un canular potache avec la recette du Cocktail Molotov. Conseil universitaire à Nanterre : « le corps enseignant unanime exprime sa détermination d'assurer le déroulement des examens dans les formes régulières ». Le principe d'une force universitaire de sécurité sur le campus, est approuvé par un vote quasi unanime des professeurs[32].
- 2 mai, plusieurs cours n'ont pu avoir lieu du fait d'incidents (menaces proférées contre des étudiants, des professeurs, des fonctionnaires).

## Mercredi1ermai
- Des ouvriers de Renault-Billancourt occupent spontanément leurs ateliers[33];
- La CGT procède au premier défilé de rue depuis qu'il avait été interdit en 1954 à cause des affrontements à l'aube de la Guerre d'Algérie[33] et remplacé par un rassemblement à la Pelouse de Reuilly[34]. La CFDT s'y joint dans certains villes comme Toulouse, Clermont-Ferrand[33] ou Marseille, via un défilé unitaire. A Paris, Cohn-Bendit rejoint avec un drapeau noir la centaine de trotskites et maoistes qui s'insèrent de force au milieu du défilé, mais sont expulsés par le service d’ordre de la CGT au prix de 17 blessés, selon le rapport du préfet de police[33].
- Huit étudiants de Nanterre dont Daniel Cohn-Bendit, René Riesel et Jean-Pierre Duteuil sont convoqués pour un conseil de discipline de l'Université de Paris le 6 mai, sans notification officielle des motifs.
- Le mouvement d’extrême droite Occident, qui le 26 avril a obtenu du doyen Pierre Grappin l'autorisation de tenir une réunion publique à la faculté de Nanterre, distribue depuis la veille des tracts annonçant un meeting pour le 3 mai sur le campus[réf. nécessaire]. Dès la nuit, avec l’aide des membres des Comités Vietnam de base accourus en foule, les militants maoïstes occupent militairement le campus et y entassent des armes pour empêcher les « fafs » d'y accéder.

## Jeudi2 mai
- 7 h 44 : incendie à la Sorbonne

À la Sorbonne, un incendie éclate au bureau de la Fédération générale des étudiants en lettres, la FGEL. On frôle le drame, car un logement est occupé au-dessus du local. Une femme de ménage donne l'alerte. Les pompiers accourent sur les lieux dans les minutes qui suivent et maîtrisent le feu. Sur le mur on découvre un cercle barré d’une croix celtique, l’insigne d’Occident. Personne n’a vu les incendiaires, et Occident dément par communiqué toute responsabilité. En protestation, les Groupes d’études de lettres (FGEL) annoncent un meeting le lendemain vendredi 3 mai, dans la cour de la Sorbonne : « Nous ne laisserons pas les étudiants fascistes maîtres du Quartier latin. » Mais ils prennent aussi la défense de Cohn-Bendit : « Jamais les étudiants ne permettront que la répression policière s’abatte sur un des leurs par le biais d’un tribunal universitaire. »

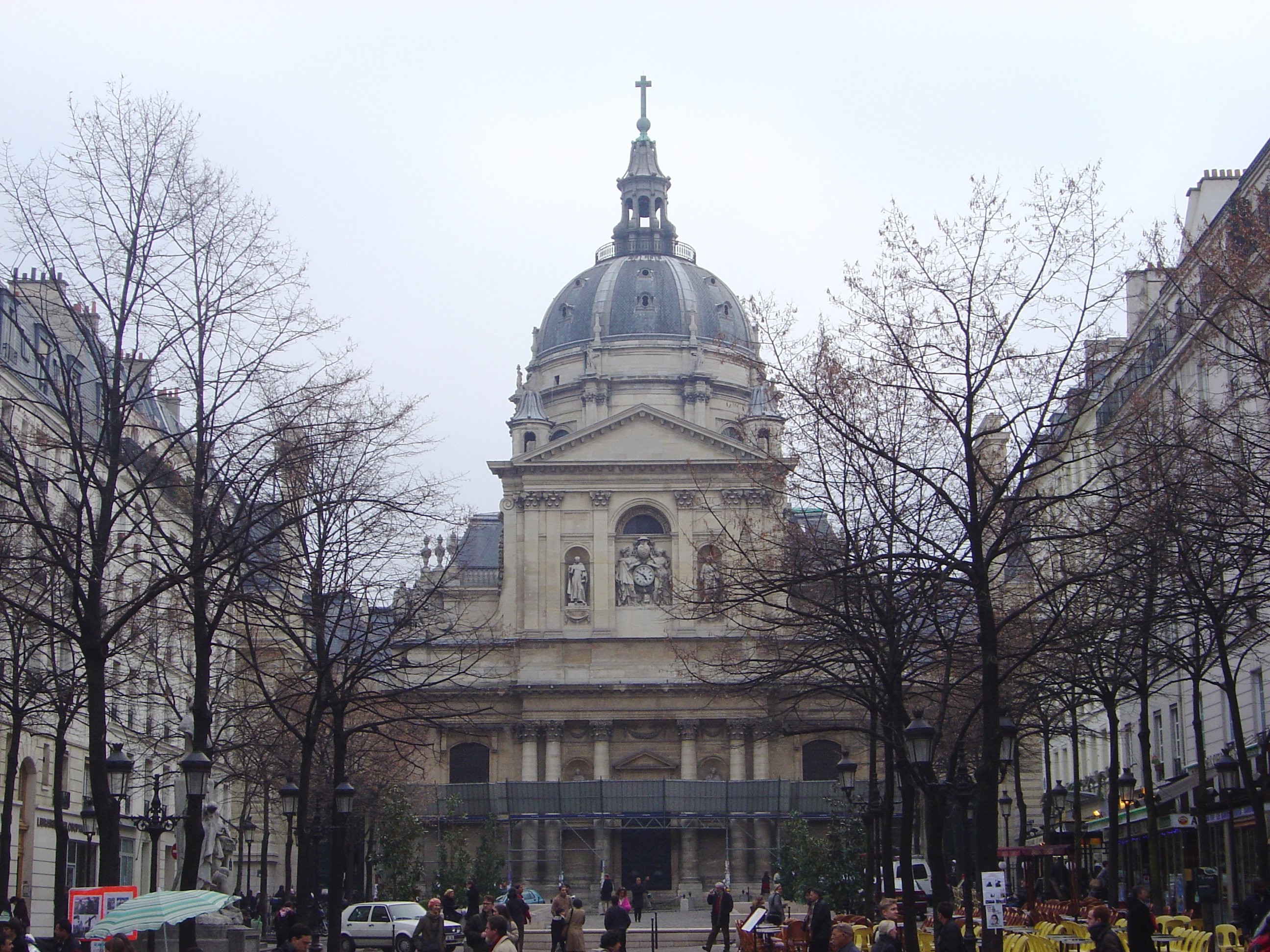
Chapelle de la Sorbonne

Dès le matin, la nouvelle n’est plus mise en doute et déclenche la révolte : Occident a fait savoir qu’il s’apprêtait, pour le lendemain, à « rétablir l'ordre » à Nanterre. La rumeur prétend même qu'il serait renforcé par des « parachutistes ». C’est le branle-bas de combat sur le campus.
En prévision, on s’arme de gourdins, de boulons, on fabrique des cocktails Molotov et entasse des barres de fer.
Le meeting qu’Occident compte tenir n’est qu’un prétexte pour en découdre et l'avertissement est pris au sérieux. Les pro-chinois de l’UJCml transforment la faculté en camp retranché avec occupation « stratégique » des toits, lance-pierres, catapultes géantes pour projectiles géants (généralement des tables), cocktails Molotov, caillasses, etc. Des guetteurs casqués ont pris place sur le toit munis des caisses de boulons et de cailloux. Il y a des sentinelles partout, aux portes et aux fenêtres des bâtiments. Matraque à la main, casque à la ceinture, les chefs patrouillent. Des tranchées creusées sur le campus sont prévues pour enrayer la progression de l’adversaire et bloquer ses voitures. Des contacts ont même été pris avec des ouvriers qui travaillent dans un chantier voisin, pour que, si le besoin s’en faisait sentir, ils appuient les étudiants avec leurs bulldozers ! Les étudiants de l’université de Pékin servent de modèles, ils ont déjà eu recours à cette stratégie de défense qui prévoit de faire du campus un camp retranché. On se passe de main en main un tract d’Occident : « Nous montrerons demain que nous sommes capables de nous opposer à la terreur rouge et de rétablir l’ordre avec les moyens qui s’imposent ».
Finalement, Occident ne vient pas, mais la police si. Un bâtiment de la résidence est transformé en Fort-Chabrol.
Au milieu de l'effervescence, on apprend que huit étudiants du Mouvement du 22 mars sont convoqués devant la Commission des affaires contentieuses et disciplinaires de l’Université de Paris, que préside Robert Flacelière, directeur de l’École normale supérieure de la rue d’Ulm et vice-président du Conseil de l’Université, pour le lundi 6 mai, à 11h30. Les accusés qui doivent répondre de la soirée du 22 mars sont : Daniel Cohn-Bendit, Olivier Castro, Michel Pourny, Danièle Schulmann, Yves Fleischl, Jean-Louis Ploix, Jean-Pierre Duteuil et René Riesel.
En fin de matinée, le doyen de Nanterre, M. Pierre Grappin, et le recteur Roche se rendent sur place pour constater la situation avec le directeur des enseignements supérieurs du ministère, M. Olmer. Ils sont inquiets. Grappin ne voit pas d’autre solution que de suspendre les cours, comme en mars. On est à quinze jours des examens, la faculté peut à la rigueur rester fermée jusque-là : « D’ailleurs, après avoir marqué le coup, nous prévoyons de la rouvrir progressivement si la situation le permet. »
- 13h45 : un tract des « 22 mars » lance le mot d’ordre : « Hors de Nanterre les ratonneurs ! Les commandos fascistes seront exterminés. »

Dans l’après-midi, 300 étudiants environ réquisitionnent le grand amphi de la faculté pour la projection de films sur la guerre du Viêt Nam et sur le Black Power. René Rémond trouve son amphithéâtre occupé avec une pancarte sur la porte : « Le cours de Rémond n'aura pas lieu. » L’historien, furieux, proteste, mais rien n’y fait. Il reçoit pour tout encouragement une table dans les jambes, on le hue, on l’expulse et il est contraint de faire demi-tour. Les cours de François Bourricaud, de Michel Crozier et d'Alain Touraine sont également perturbés.
- 19h : décision de fermer Nanterre à partir du 6

Devant la tournure prise par les événements, le doyen Grappin, en accord avec le ministre Alain Peyrefitte et le recteur Roche, décide de suspendre les cours et les travaux pratiques à l’université de Nanterre « jusqu’à nouvel ordre » à compter du lundi 6 mai à 9 heures.
Le journal télévisé de 20 heures sur la première chaîne diffuse l’appel du doyen Grappin qui s’élève contre l’action de « petits groupes d’extrémistes ». Le départ pour l’Iran et l’Afghanistan du Premier ministre Georges Pompidou est également diffusé ce même soir.
Communiqué de l’UNEF et du Mouvement du 22 mars pour une manifestation le 6 mai à 10 h à la Sorbonne : s’opposer à la répression engagée contre certains étudiants.

## vendredi3 mai
- 12h : Le soulèvement des étudiants de Nanterre gagne le quartier Latin à Paris. En accord avec plusieurs organisations d’extrême gauche (dont la JCR d’Alain Krivine), le Mouvement d’action universitaire, l’UNEF et le Mouvement du 22 mars s’associent au meeting dans la cour de la Sorbonne pour protester à la fois contre l’incendie des locaux de la FGEL, la veille, et contre la comparution de Daniel Cohn-Bendit et de ses camarades devant le conseil de discipline de l’Université le 6 mai : « Protester contre la fermeture de Nanterre et la comparution de huit étudiants devant une commission de discipline, le lundi suivant. » Environ 200 étudiants, placés sous le commandement de Xavier Langlade, le chef du « SO » (service d’ordre) de la JCR, sont présents.

Un trotskiste de la FER commence par invoquer la nécessaire alliance avec la classe ouvrière. Puis, un militant lit à haute voix l’éditorial de Georges Marchais dans L’Humanité. Ensuite, Cohn-Bendit, harangue le public : « Que la Sorbonne devienne un nouveau Nanterre ! ». C’est ensuite au tour de Jacques Sauvageot, 25 ans, licencié en droit et en histoire de l’art, militant du PSU et vice-président de l’UNEF (dont il assure la présidence par intérim depuis avril), inconnu de Cohn-Bendit et des autres, de prendre la parole. Tout le monde attend, en outre, de pied ferme les nationalistes qui, après la fermeture de Nanterre, ont promis de leur faire rendre gorge.
- 13h : dans la cour de la Sorbonne à Paris, environ 150 jeunes tiennent meeting[35]. C'est un bide. On se disperse non sans avoir convenu de reprendre la manifestation à 14 heures.

Pendant ce temps-là, le général de Gaulle reçoit quelques personnalités pour déjeuner. Parmi elles, l’acteur Fernandel qui a fait décaler le tournage d’un film pour être présent.
- 14h00 : À nouveau, 300 étudiants, selon les sources[35], se retrouvent dans la cour de la Sorbonne. Des forces de police, sur requête du recteur soucieux d’assurer la « liberté des examens » quadrillent le quartier et se massent discrètement aux alentours de la Sorbonne. Une heure se passe poussivement ; il faut que les services d’ordre de la Jeunesse communiste révolutionnaire et de la FER occupent la scène en entonnant leurs hymnes guerriers et prolétariens pour que l’attention se maintienne.

En début d’après-midi, les lecteurs parisiens du supplément littéraire du Monde prennent connaissance de la parution de quelques ouvrages : un roman d’André Stil, conforme à la ligne esthétique du parti communiste, deux recueils : un de textes castristes et un sur Mao. Ils sont informés de la situation des lettres suisses. À la une, un billet très critique de Robert Escarpit : « …Rien n’est moins révolutionnaire, rien n’est plus conformiste que la pseudo-colère d’un casseur de carreaux même s’il habille sa mandarinoclastie d’un langage marxiste ou situationniste… ». Tandis que la police s’apprête à pénétrer dans la Sorbonne, 45 enseignants de Nanterre se réunissent dans les locaux de leur faculté, désertée après la décision de suspendre les cours, afin de débattre du texte rappelant l’urgence d’une réforme universitaire, qu’Alain Touraine, Paul Ricœur et Guy Michaud ont rendu public dans Le Monde du 2 mai. Soulignant que la perturbation des cours par l’extrême gauche a été exagérée, ils estiment que l’Université et les universitaires sont, en partie, responsables de la vague de violence et d’agitation.
- 15h00 : Des militants d’extrême droite du mouvement Occident, sont repérés près du Jardin du Luxembourg et de la faculté de droit de la rue d’Assas par la police, dont certains membres semblent les inciter à aller jusqu'à la Sorbonne[36], ce qui attire la méfiance du groupe[36], selon les déclarations de son secrétaire général Philippe Asselin à Jean Bertolino, reporter du quotidien La Croix[36]. À leur tête, on reconnaît Alain Madelin et à ses côtés le jeune Alain Robert, selon d'autres sources[réf. nécessaire]. Le groupe arrive. Ce dernier a battu le rappel des troupes qui, passées par l’Observatoire, arpentent maintenant le boulevard Saint-Michel et se dirigent vers la Sorbonne aux cris de « Communistes assassins », « Occident vaincra », « Tuons tous les communistes » et « Occident au pouvoir »[réf. nécessaire]. Dans la cour de la Sorbonne, une estafette essoufflée apporte la nouvelle : Occident se rassemble près de l’Observatoire et marche en rangs serrés vers la Sorbonne[réf. nécessaire]. Des observateurs vont et viennent, des sentinelles prennent place aux portes de la Sorbonne, le camp retranché à nouveau s’organise dans les fausses nouvelles, les bruits alarmistes, la confusion. Pro-chinois de l’UJC (ml) et trotskistes de la JCR sortent les casques de leurs sacs de plastique, on arrache des pieds de chaise, on ramasse des pierres dans un couloir en travaux. Un petit état de siège bruyant et fébrile s’empare de la Sorbonne, où la plupart des étudiants sont en cours ou bien passent sereinement l’agrégation dans l’amphithéâtre tout proche.
- 15h10 : Ces préparatifs stratégiques impressionnent le recteur Roche, qui craint la contagion nanterroise. Entretien des responsables de l’UNEF, de la FER et de la JCR avec le secrétaire général de l’Université, qui leur demande d’évacuer la Sorbonne. Les étudiants refusent. Roche commence alors par faire évacuer et fermer les amphithéâtres où l’on donne des cours, ce qui a pour effet de grossir la petite troupe qui transforme la cour en mini-camp retranché. Puis il appelle ses supérieurs. Tout d’abord, il discute avec le directeur de cabinet du ministre de l’Éducation nationale. Tous conviennent que les conditions d’une intervention policière sont réunies. La demande remonta au ministre de l'Intérieur, Christian Fouchet

. Couvert par ses supérieurs, Roche appelle alors la préfecture (Jean Paoli, directeur de cabinet de Maurice Grimaud), laquelle, réticente, demande une réquisition écrite pour intervenir. Ensuite, à la demande du recteur Jean Roche qui craint des affrontements violents entre étudiants de gauche et de droite, les forces de l’ordre bloquent les entrées et sorties de la Sorbonne. Sont visibles dans la cour environ 150 jeunes gens dont une vingtaine sont casqués et munis de barres en bois provenant de tables et de chaises qu'ils ont brisées auparavant. Le secrétaire général de la Sorbonne, Bourjac, est séquestré dans son bureau jusqu'à ce qu'il accorde les clés des amphithéâtres. Des voitures de service, qui se trouvent dans la cour, sont déplacées pour former une barricade devant la voûte d'entrée, et les Nanterrois, avec des pioches, commencent à dépaver la cour pour édifier des barricades.
Le groupe de militants d’Occident arrive rue des Écoles avant d’accélérer dans la foulée pour galoper vers l’entrée de la Sorbonne. Des compagnies de gardes mobiles, jusque là dissimulées dans les rues adjacentes, chargent le cortège, qui se disperse[réf. nécessaire].
- 15 h 35 : Le commissaire du 5e arrondissement reçoit une missive explosive de quatre lignes qui entraîne les premiers affrontements du Quartier latin : « Le recteur de l'académie de Paris, président du conseil de l'université, soussigné, requiert les forces de police de rétablir l'ordre à l'intérieur de la Sorbonne en expulsant les perturbateurs. » L'inattendu suscite l'étonnement des plus radicaux : la police va pénétrer dans la Sorbonne, alors que les bâtiments universitaires lui sont interdits[35]. Selon certaines sources la décision aurait été prise par le recteur, en l'absence du secrétaire général de La Sorbonne, qui avait l'habitude de discuter avec les contestataires[38] et selon d'autres le recteur ne l'a prise qu'après avoir obtenu le feu vert du ministre de l'Education[36], et a ensuite donné un ordre écrit au préfet de police Maurice Grimaud, comme celui-ci le demandait[36].
- 16h15 : Les gardes mobiles bloquent les issues de la Sorbonne.
- 16h30 : La rue de la Sorbonne est évacuée et ses deux extrémités sont bloquées.
- 16h40 : Le calme est revenu parmi les étudiants : il ne se passe rien. près une heure de discussions avec les étudiants[39], dans un calme étrange[40], et d'appels téléphoniques entre les différents ministères, un cri : « Attention, ils arrivent ! » Le commandant Petit et ses hommes pénètrent en longue file dans la cour de la Sorbonne. Stupéfaits, les étudiants hésitent, discutent entre eux. Qu’ils se battent et ils prendront des coups sans espoir de s’échapper. Inutile et dangereux. Ils décident finalement de sortir dans le calme et en silence. Alain Krivine et Jacques Sauvageot s’avancent en délégation vers le commissaire Petit.
- 16h45 : Pendant ce temps, les quelques étudiants échappés par derrière cherchent des renforts dans le quartier Latin. L’afflux des forces de police, le bouclage de la rue de la Sorbonne et de la rue des Écoles ont attiré, en un clin d’œil, une petite foule. Ceux qui déambulent boulevard Saint-Michel, badauds ou militants arrivés en retard pour le meeting, s’arrêtent devant le spectacle.

À 16 h 45, ils sont peut-être mille, mais, ils sont plus de deux mille à 17 heures.
- 17h00 : Après quelques mots échangés avec le commissaire de police, les étudiants acceptent de sortir sans se défendre si la police les laisse filer. Les forces de l'ordre ne tiennent pas leur parole. Des gendarmes casqués et bâtons en mains font évacuer la Sorbonne. La routine policière veut que l’on contrôle l’identité des « perturbateurs » désignés par le recteur. Ils sont trop nombreux pour qu’on puisse le faire sur place. De 150 à 400 étudiants selon les sources sont donc embarqués dans les cars qui attendent à l’extérieur.
- 17h10 : Un premier convoi (trois cars) d'étudiants arrêtés quitte la Sorbonne sans difficulté. Par manque de « paniers à salade », l’embarquement dure plus de trois heures.
- 17h15 : On compte trois mille personnes aux abords de la Sorbonne. Les incidents sérieux commencent à 17 h 15 place de la Sorbonne, lors du départ du second convoi. La place de la Sorbonne est dégagée à l’aide de grenades lacrymogènes. Des manifestants se regroupent boulevard Saint-Michel et harcèlent les forces de l’ordre. Des cris s'élèvent, « Libérez nos camarades », « La Sorbonne aux étudiants », « Halte à la répression » et même « CRS = SS » ; bientôt repris en chœur. La foule grandit, les cars de CRS ont du mal à se frayer un passage. Le préfet Grimaud est là en personne.

Un commissaire raconte : « À 17 h 16, des manifestants arrivent de la rue Champollion vers la Sorbonne. Leur nombre peut être évalué à 1 000. Ils appliquent une technique de harcèlement ponctuée de heurts sévères mais de courte durée. » La police reçoit l'ordre de « nettoyer » les abords. Pour dégager les deuxième et troisième cars de « détenus », secoués par la foule, et permettre le transbordement de certains d'entre eux, un pneu ayant été crevé par les manifestants, la police tire des grenades de gaz lacrymogène. Des manifestants, luttant contre l’asphyxie, brisent une grille d’arbre et descellent quelques pavés, les premiers. Cette fois tout commence.
Quelques-uns des dirigeants de l’UJCml se trouvent à leur fief de l’ENS. Cinquante-deux étudiants de Nanterre, membres du Mouvement du 22 mars, qui ont assisté au début de l’émeute arrivent en courant les chercher. On leur dit : « Il faut que vous veniez vite, on se bat sur le boulevard Saint-Michel. » Ils l’entendaient à la radio ; « On a besoin de vous, vous seuls pouvez sauver la situation ! » Ils ont répondu : « C’est sûrement des gens de droite qui se battent, sans ça, nous, on y serait déjà. »
- 17h30 : Boulevard Saint-Michel, devant le lycée Saint-Louis, un premier pavé fuse. Il fracasse la vitre d'un car de CRS et fend le crâne du brigadier Christian Brunet qui s'écroule. La réponse est immédiate. Les policiers chargent, repoussent les manifestants en matraquant tout sur leur passage. Les rangs des contestataires grossissent. Tout le monde goûte à la répression, les manifestants, les passants, les étudiants, les clients des cafés, commerçants, touristes, riverains, ceux qui veulent s'interposer… Les policiers s’efforcent de repousser les manifestants sans cesse plus nombreux vers la place Saint-Michel et la Seine. Les arrestations se multiplient. Elles ont nécessité l'usage de grenades lacrymogènes. Pour la première fois, des jeunes occupent le pavé parisien. L'explosion de violence stupéfie les policiers.
- 18h30 : Le quartier Latin est en état de siège. Les manifestants se comptent par milliers. C’est une mini-guérilla urbaine qui commence. Henri Dacier, qui allait au cinéma aux Trois Luxembourg, rue Monsieur-le-Prince, est matraqué au sol devant son amie. Ils se joignent tous deux aux émeutiers. Au coin de la rue de l’École de médecine, Claude Frèche, arrête sa 404 et demande ce qui se passe à un agent. Pour toute réponse, il reçoit deux coups de matraque et rejoint les manifestants. Un camionneur descend de son véhicule boulevard Saint-Michel et fait tournoyer la grande manivelle qu’il tient à la main. Les policiers reculent.
- 20h00 : Le recteur Roche ordonne la fermeture de la Sorbonne et l'annexe de Censier, réservée au premier cycle, jusqu’au retour au calme.
- 20h05 : Les premières barricades sont édifiées, à l’aide de grilles d’arbres et de panneaux publicitaires notamment.
- 20h25 : Le quartier Latin est un champ de bataille où s’affrontent des militants de gauche organisés en petits groupes et des gardes mobiles souvent débordés. Dans les petites rues autour du « Boul’-Mich », Nicole Le Guennec et quelques autres militants pro-chinois renversent les voitures en stationnement. Au carrefour Saint-Michel-Saint-Germain, Henri Vacquin, ancien de l’Union des étudiants communistes, voit un groupe de jeunes secouer un car de police comme un prunier. « Vous êtes fous !- Ta gueule, vieux con, t’es plus dans le coup ». Un peu plus loin, au croisement du boulevard Saint-Germain et de la rue Saint-Jacques, ce sont les loulous du Roméo-Club, rendez-vous de la banlieue adolescente, qui mènent la danse avec une rigueur toute prolétarienne. Juché sur une auto, un militant de la FER crie : « C’est une folie, camarades ! Repliez-vous ! Ne suivez pas les provocateurs ! », sans résultat. Des ébauches de barricades sont successivement abandonnées par des manifestants agressifs qui, pour dégager certains des leurs, se ruent en bandes sur les forces de l’ordre. Trois commissaires, MM. Stevenot, Quilichini et Bailly, conjuguant les efforts de leurs effectifs, dégagent les abords du Luxembourg au prix d'actions vigoureuses et en s'aidant de grenades lacrymogènes.
- 21h00 : L’émeute est maîtrisée.
- 22h00 : Dans la soirée, le SNE Sup se réunit rue Monsieur-le-Prince, où siège pendant plusieurs semaines l'état-major de la révolte. Le secrétaire général du SNE-Sup, Alain Geismar (29 ans, maître-assistant au laboratoire de physique de la rue d’Ulm) a lancé dans la soirée un mot d’ordre de grève générale dans l’enseignement supérieur sans avoir eu le temps de consulter le Bureau national. Après cinq heures d’affrontements, le quartier retrouve son calme. Bilan : 83 policiers blessés, et 574 arrestations, dont 179 mineurs, 45 femmes, 58 étrangers. Les Renseignements généraux ont soigneusement conservé jusqu'à aujourd'hui les 574 fiches des interpellés du 3 mai. On y retrouve, encore presque anonymes, des hommes qui depuis ont fait leur chemin, dont de futurs ministres de gauche… comme de droite. Les leaders sont embarqués : Alain Krivine, dirigeant trotskiste de la Jeunesse communiste révolutionnaire, Jacques Sauvageot, no 1 de l'UNEF, Daniel Cohn-Bendit et Henri Weber (sénateur PS) ; mais on trouve aussi Brice Lalonde (fiché comme président de la Fédération des groupes d'études de lettres) et José Rossi, futur ministre UDF d'Édouard Balladur, présenté comme « membre du bureau exécutif de l'Association nationale des jeunes du Centre démocrate » et le fils de l’écrivain gaulliste de gauche David Rousset, que de Gaulle avait reçu une semaine plus tôt en lui disant : « Il faut condamner le capitalisme, la société capitaliste. Il faut la condamner expressément. Il faut condamner le communisme totalitaire. Il faut trouver une voie nouvelle, la participation ». Quelques futurs journalistes ou écrivains font partie du lot : Guy Hocquenghem, Bernard Guetta (directeur de la rédaction du Nouvel Observateur, « déjà interpellé en 1964 lors d'affrontements contre des partisans de Tixier-Vignancour ») ou Hervé Chabalier (patron de l'agence CAPA). Mai 68 a commencé.
- 23h00 : Les étudiants arrêtés dans l’après-midi commencent à être relâchés dans les commissariats où ils ont été conduits pour des contrôles d’identité et où vingt-sept d’entre eux, trouvés porteurs d’armes prohibées, sont placés en garde à vue.
- Minuit : Les meneurs étudiants, ceux dont l'arrestation a tout déclenché, sont libérés.

## Samedi4 mai
Dans la nuit, une première réunion des représentants de l'Union nationale des étudiants de France (UNEF), du Mouvement du 22 mars, de la Jeunesse communiste révolutionnaire (JCR, Alain Krivine et Henri Weber), du Comité de liaison des étudiants révolutionnaires (Cler), du Mouvement d’action universitaire (MAU, Jean-Marcel-Bouguereau et Jean-Louis Péninou) et de l'Union des jeunesses communistes marxistes-léninistes (UJCml, Robert Linhart) se tient dans les locaux de l'École Normale Supérieure pour décider de la riposte.
Les pro-Chinois se désolidarisent très tôt, pour eux, le mouvement est piégé ; il faut l'arrêter, déserter le quartier Latin et chercher le contact avec le peuple. La jeune organisation maoïste lance un appel à constituer des « comités de défense contre la répression » afin d’éviter l’encerclement des étudiants au quartier Latin.
Dans la nuit du 3 au 4 mai, la plupart des émeutiers ont été relâchés mais 27 gardes à vue maintenues et 12 inculpations prononcées. L'UNEF organise dès le lendemain, le samedi 4 mai une réunion à l'École normale supérieure. Le Mouvement du 22 mars, la Jeunesse communiste révolutionnaire, et le Comité de liaison des étudiants révolutionnaires, représenté par Chisserey, présent sur la photo de l'AFP, s'y invitent. Le viol des franchises universitaires est jugé inadmissible par l'UNEF qui lance, un appel à la grève générale. Claude Chisserey rédige, Jacques Sauvageot, vice-président de l'UNEF le signe. L'UNEF appelle aussi à manifester le surlendemain, le lundi 6 mai à Denfert-Rochereau à 18 h 30 et le matin près de la Sorbonne.
Dans la matinée, Jean Roche (recteur) reçoit les professeurs et maîtres de conférence Chevalley, Devillers, Dixmier, Krivine, Lacombe, Malgrange, Motchane et Schwartz, des Facultés des Sciences de Paris et Orsay, qui condamnent l'intervention de la police la veille autour de la Sorbonne. Vingt professeurs des facultés des sciences de Paris et Orsay signent ensuite un texte condamnant la répression.
Au cours de procédures expéditives, sept étudiants, dont une fille, sont condamnés à des peines de prison avec sursis par la 10e chambre du tribunal correctionnel de Paris, pour avoir été interpellé près de Nanterre avec des manches de hâche ou des boulons.

## Dimanche5 mai
- Le tribunal siège un dimanche ce qui « ne s'était pas vu depuis fort longtemps »[45] pour juger quatre descentaies de manifestants qui avaient été arrêtés lors de l'émeute du 3 mai au soir et qui sont condamnés à deux mois de prison ferme[43]: Marc Lemaire (aide-chimiste), Jean Clément (licencié en lettres), Guy Marnat Damez (étudiant en kinésie) et Yves Lescroart (étudiant à l'Institut d'art et d'archéologie)[46]. Aucun des quatre n'avaient d'activité politique et ils ont démenti les faits reprochés. Ces condamnations déclenchent immédiatement de l'UNEF un appel à manifester le lendemain, le lundi 6 mai[43]. Au cours de leur procès, Roger Grosperrin, sous-directeur à la préfecture de police de Paris, a déclaré que la décision de non seulement expulser les étudiants mais aussi les enmener dans des cars jusqu'à des commissariats était un ordre[47].
- En sortant du procès, Maitre Henri Leclerc, avocat de l'UNEF qui s'est proposé, constate que des manifestations ont lieu dès le dimanche dans Paris[48].
- L’assemblée générale des Comités d'action lycéens appelle le 5 mai 1968 à la manifestation du 10 mai qui s'achèvera par la Nuit des Barricades de Mai 68 et la conférence de presse du 11 mai à midi, commentant la Nuit des Barricades de Mai 68 de la veille, trois heures avant l'annonce de la grande manifestations avec les syndicats de salariés du 13 mai.
- En "une" du grand quotidien régional La Montagne  dès le dimanche 5 mai, un gros titre « Les étudiants de l'UNEF lancent un ordre de grève générale à partir de demain »

## Lundi6 mai
- Près de 600 étudiants assistent au meeting à la faculté de Lettres de Clermont-Ferrand pour la libération des étudiants encore détenus et la réouverture des facultés. La manifestation réunit ensuite 500 étudiants, derrière une banderole "Libérez nos camarades", le quotidien La Montagne en dénombrant moins de 1 000[49].

Devant les caméras de l'ORTF, huit étudiants, dont sept qui doivent répondre de la soirée du 22 mars, arrivent à 9 heures devant la Commission des affaires contentieuses et disciplinaires de l’Université
de Paris, présidée par Robert Flacelière, directeur de l'École normale supérieure de la Rue d'Ulm : Daniel Cohn-Bendit, accompagnés de ses amis proches Olivier Castro, Jean-Pierre Duteuil et Daniel Schulmann ainsi que Yves Fleischl et que Jean-Louis Ploix, mais aussi deux autres étudiants de Nanterre, Michel Pourny et René Riesel. Les images de l'ORTF montrent qu'il n'y a pas encore de manifestants. Plusieurs photos sont prises qui seront surtout publiées dans les décennies suivantes. Les trois jours précédents, Daniel Cohn-Bendit et Olivier Castro ont été interviewés par l'ORTF, dans l'un des très rares reportages télévisés consacrés aux étudiants, que l'ORTF décidera finalement, une dizaine de jours plus tard, de diffuser le 14 mai dans l'émission de télévision Zoom
.
- Le quartier latin est le théâtre de violents affrontements qui font 600 blessés et donnent lieu à 422 interpellations. Le mouvement étudiant gagne les universités de province.
- Résolution du Comité syndical des Correcteurs du Livre CGT sur la solidarité nécessaire due aux étudiants
- Occupation de l'institut de sociologie de l'université de Caen pour l'obtention d'un second cycle.

## Mardi7 mai
- matin : à Rouen, une manifestation de 3000 personnes a lieu dès le mardi 7 mai[53].
- soir : premier numéro, de Action (journal), créé par l'ex-journaliste communiste Jean Schalit, qui lance un appel à la « grève générale et à l'insurrection permanente »[54].

## Mercredi8 mai
- Manifestations massives dans toutes les grandes villes de l'Ouest de la France.
- A l'Assemblée, le ministre de l'Intérieur presse celui de l'Education Alain Peyrefitte de prononcer des paroles apaisantes. Alain Peyrefitte s'engage à rouvrir la Sorbonne si la manifestation est calme[55].
- A Paris, France-Soir diffuse aux abords de la manifestation une édition spéciale titrée "La Sorbonne rouvre demain", afin de démobiliser[55].
- Après des manifestations moins massives qu'espéré à Paris[56], selon le conseiller de Georges Pompidou Édouard Balladur, Alain Geismar fait son autocritique durant la nuit à Nanterre devant le Mouvement du 22 mars, en pleurant selon Daniel Cohn-Bendit[57], et à l'issue duquel ce mouvement conscience de la perspective politique, selon Alain Geismar[58].

## Jeudi9 mai
- Grève et occupation de l'usine Wisco, à Givet (Ardennes). Deux pelotons de gendarmerie délogent les ouvriers.
- Le Bureau politique de l'UJC(ml) condamne les affrontements du Quartier latin comme le « plus grand mouvement anticommuniste depuis 1956 »[5].
- Négociations entre l'UNEF et les syndicats de salariés pour une grève générale d'un jour et une grande manifestation contre les abus du pouvoir gaulliste, qui sera fixée deux jours plus tard au 13 mai et non plus au 14 mai.
- Daniel Bensaïd, militant à Nanterre de la JCR, qui n'a encore que 300 militants, invite Daniel Cohn-Bendit, à un meeting européen anti-guerre du Vietnam[59], décidé les 11-12 mars lors d'une « conférence de Bruxelles » réunissant 12 partis européens[59] et au cours duquel la réservation de la salle avait été confiée à la JCR.

## Vendredi10 mai
- 18 heures 30: un cortège massif des comités d'action lycéens converge avec celui des étudiants
- 19 heures 45: la direction de l'ORTF décide que l'émission "Panorama", comportant des interviews d'Alain Geismar et Jacques Sauvageot est supprimée
- 20 heures 30 : sur l'ORTF l'émission "Panorama" est remplacée par un dossier sur les notaires, ses spectateurs se précipitent sur les radios périphériques pour comprendre la raison.
- 21 heures : la première des Barricades est érigée
- 22 heures : le communiqué à la radio, le recteur Roche propose de rencontrer les étudiants.
- 22 heures 10 : sur RTL, le vice-recteur Claude Chalin dialogue en direct avec Alain Geismar[60]: il est prêt à le rencontrer, où il veut. Geismar l'avertit que c'est inutile, si aucune amnistie n'est toujours prévue.
- 22 heures 50 : Claude Chalin dialogue à nouveau avec Alain Geismar, Jean-Gabriel Farkas (RTL) met fin à la conversation
- 23 heures : Alain Touraine fait l'intermédiaire avec le ministre Alain Peyrefitte pour négocier une amnistie avec Cohn-Bendit, via une rencontre avec l'étudiant, trois professeurs et le recteur le recteur Roche. Cohn-Bendit bloqué par les policiers à l'entrée.
- Minuit : la délégation Touraine peut finalement passer et entrer chez le recteur Roche.
- une heure du matin : James Marangé, de la FEN, rencontre Alain Peyrefitte[61], avec Jean Daubard, le secrétaire général du Syndicat national des instituteurs[61].
- 2 heures 15 : la délégation Touraine sort bredouille de chez le recteur Roche.
- 2 heures 30 : l'assaut des CRS contre les barricades commence : 450 personnes sont interpellées.
- 3 heures : les quotidiens partent vers le trains, camions et kiosques, aucun n'avait d'informations sur la Nuit des Barricades de Mai 68, lors du début d'impression vers 21 heures.
- 4 heures 30 : les dernières barricades démantelées.

## Samedi11 mai
- matin : à Rouen, Gérard Filoche et trois copains ayant tenté sans succès de rejoindre en 2CV la Nuit des Barricades de Mai 68, l'évoquent dans un amphi bondé le lendemain[53].
- matin : à Marseille, où 1500 lycéens ont défilé rue Jules Guesde le 10 mai[62], tract titré « Nouveau Charonne à Paris »[63], en allusion à l'affaire de la station de métro Charonne[64] du 8 février 1962, dans la station de métro Charonne à Paris, à l'encontre de personnes manifestant contre l'Organisation armée secrète (OAS) et la guerre d'Algérie, la violence policière. Le tract appelle à se réunir à partir de 12 heures devant le local de l'UNEF : « n'écoutez pas les mensonges de la radio du pouvoir », dit le texte, qui souligne qu'à Paris le recteur Roche a reçu au cours de la Nuit des Barricades de Mai 68 une délégation.
- matin : à Toulouse, des piquets de grève sont mis en place au lycée Fermat.
- matin : les étudiants de l'IEP Paris refusent de composer sur les épreuves de langue du diplôme[65].
- matin : dans la région de Decazeville-Rhodez, les six comité d'action lycéens occupent les locaux de l’Amicale laïque et La Poste et vident les magasins de manches de pioche[66].
- matin: communiqué commun, signé d'une vingtaine de membres[67] du syndicat des réalisateurs, de celui des producteurs, et de la section télévision du syndicat national des auteurs et compositeurs : « la carence scandaleuse dont a fait preuve l'information télévisée à l'occasion des récents événements porte atteinte à l'honneur professionnel de l'ensemble des hommes de télévision ». Ils réclament la réunion d'urgence du conseil d'administration, garant, aux termes du statut de l'ORTF, de l'objectivité et de l'impartialité des programmes[68].
- 9 heures : James Marangé (FEN) invite Geismar et Sauvageot à son bureau[61].
- 10 heures : début des tractations pour savoir qui sera en tête de la manifestation du 13 mai, qui dureront jusqu'à 18 heures[69].
- 10 heures : James Marangé boit le champagne avec Alain Geismar et Montassier, trésorier de l'UNEF, en les informant le ministre vient d'accepter pour la première fois de les recevoir ensemble[61].
- 10 heures 30 : Sauvageot arrive mais qu'il doit convoquer un bureau de l'UNEF pour le consulter[61].
- 11 heures: reprise des discussions du 9 mai entre CGT-CFDT et UNEF et SNESup sur la manifestation commune qui doit être avancée au 13 mai.
- 11 heures: parution d'une édition spéciale du quotidien L'Humanité , sur une seule page, en format quotidien, recto-verso, dénonçant les violences de la Nuit des Barricades de Mai 68 et appelant à une riposte massive et la convocation du parlement[70]. Vendue à la criée, ses vendeurs sont assaillis.
- 11 heures 45 : le bureau de l'UNEF décline la réunion[61] car Alain Peyrefitte exige toujours l'arrêt des défilés avant toute amnistie
- 12 heures : à Télémidi, les images de l'ORTF sur les violences policières ont "bouleversé la France entière"[69]
- midi : La CGT lance un appel à la grève générale insistant sur la solidarité étudiants-ouvriers.
- midi, conférence de presse sur la Nuit des barricades de Mai 68 de la veille par Alain Geismar et Jacques Sauvageot. Daniel Cohn-Bendit qui a rencontré le recteur dans la nuit est là, de même que Michel Recanati des Comité d'action lycéens[68] mais l'AFP publie une photo le coupant au cadrage[71],[72].
- midi : à Clermont-Ferrand, « grand rassemblement unitaire » de 2 000 personnes selon la police et 4 000 selon la presse, place des Salins. Le discours de Jean-Louis Roussely est suivi par ceux du SNES, SNESup, SNI, CGT, CFDT, PC, FGDS et PSU. Puis manifestation vers la Préfecture aux cris de « de Gaulle assassin » ou « CRS SS ». Le Préfet reçoit une motion contre la répression[73],[74]* après-midi: communiqué des responsables de Cinq colonnes à la Une, Zoom (émission de télévision) et Caméra 3 (ORTF) reprenant les termes de celui des syndicats le matin[68]. Puis communiqué de Pierre Lazareff, qui « ne saurait porter de jugement sur les raisons qui ont incité ou obligé la direction et la rédaction en chef de l'actualité télévisée à ne pas rendre compte plus complètement des manifestations d'étudiants. Il n'a pas eu, en effet, la possibilité de les entendre à ce sujet »[68]. Autre communiqué ultérieur de Pierre Charpy et Henri Marque, de Tel Quel (ORTF), soulignant pour leur part que, « dès le 26 mars, ils ont donné la parole à tous les responsables des groupements d'étudiants de Nanterre »[68].
- après-midi: comité intersyndical du Livre parisien : « les revendications légitimes des étudiants (…) correspondent, pour l'essentiel, aux préoccupations des travailleurs »[68].
- 15 heures : à Toulouse, 2000 étudiants de la faculté des Sciences de Rangueil vont en cortège place du Capitole.
- 15H30 : à Paris, conférence de presse annonçant la grande manifestation avec les syndicats de salariés du 13 mai[61].
- 16 heures: à Toulouse, les leaders essaient de rejoindre une équipe de l’ORTF. Les étudiants se mobilisent encore plus massivement et manifestent avec les syndicats, jusqu’à l’ORTF, puis manifestation à l'ORTF-Toulouse.
- soir :l'Union nationale des syndicats de journalistes (SNJ, CFDT, CGT, FO) dénonce les démentis injustifiés et les commentaires restrictifs mettant en cause la véracité des témoignages des journalistes[68], prend acte de la décision de la Fédération du livre de ne pas laisser paraître les journaux datés du 14 mai[68] et apporte tout son appui au "comité pour la vérité"[75].
- 20 heures 30 : Panorama, supprimé la veille passe à l'antenne mais sans les séquences sur la crise étudiante et les propos de Jacques Sauvageot et Alain Geismar, tandis que "Zoom", qui leur donnait aussi la parole, passera le mardi 14 mai mais également amputée des interview de Jacques Sauvageot et Alain Geismar.
- soir : nouveau communiqué du syndicat des réalisateurs et de celui des producteurs de télévision : « à la suite d'une interview du préfet de police recueillie après la nuit tragique du vendredi 10 mai. On a fait figurer des déclarations de professeurs et d'étudiants recueillies avant cette nuit tragique. Certaines remontaient à une semaine et ne rendaient pas compte de révolution de la position des interviewés par rapport aux événements les plus récents et les plus graves »[68].
- nuit, communiqué d'André Lichnerowicz, professeur au Collège de France, précisant qu'il a refusé à l'ORTF aujourd'hui 11 mai une interview, et qu'une « bande prise le 5 mai (…) dans un contexte entièrement différent, a été passée le 11 mai, à 20 heures, sur la première chaîne, contrairement à sa volonté »[68].
- Le Centre national des jeunes agriculteurs se déclare « solidaire des étudiants ».
- La rue Gay Lussac à Paris devient la rue du 11 mai
- Robert Linhart, leader de l'UJCml, déprimé, entre en cure de sommeil[5].

## Dimanche12 mai
- Le quotidien Combat envisage de faire distribuer par des lecteurs volontaires aux participants à la manifestation du lendemain un numéro spécial gratuit. Simultanément, des étudiants demandèrent à l'imprimerie de Combat de tirer le journal Action[68].
- soir, communiqué de l'intersyndicale des journalistes de l'ORTF, réunie à l'initiative des journalistes de France-Inter, « pour une grève générale et totale de vingt-quatre heures, à dater du 13 mai à 0 heure »[68].
- À Lyon, dans l'imprimerie du groupe régional Progrès - Dauphiné, la fabrication et la distribution des journaux qui devaient paraître lundi sont contrariées par l'intervention dimanche soir à Chassieu d'étudiants qui exigeent la publication en première page d'un communiqué sur leur mouvement. La direction ayant pris des mesures pour sortir dans d'autres imprimeries, ils ont bloqué les messageries. Dans les rares numéros parus, les journaux précisent que « l'occupation des lieux était annoncée comme devant durer », jusqu'à impression du texte[76].

Soir : une assemblée du Mouvement du 22 mars a lieu dans les locaux protestants du parc Montsouris (XIVe). Un militant, Manuel C., alias « Carlos », propose qu’un groupe de nombreux militants bien équipés dressent des barricades à proximité du parcours de la manifestation du lendemain mais la plupart des interventions rejettent cette proposition
Vers 18 heures : des étudiants, avec à leur tête Kravetz et Peninou, les dirigeants du MAU qui s’est dissous le 11 mai pour se fondre dans des comités d’action, occupent l’annexe universitaire de Censier.

## Lundi13 mai
- matin : deux radios privées en grève. À Radio-Télé-Luxembourg, les journalistes décident de supprimer, "sauf événements graves ", tous les flashes horaires d'information, se limitant à deux bulletins d'un quart d'heure, à 13 heures et à 19 heures[76]. Des bulletins ont été assurés dans l'après-midi, à partir du grand-duché de Luxembourg. À Europe 1, les journalistes décident de ne diffuser que des flashes d'information et de supprimer Europe-Midi pour ne couvrir que la manifestation prévue l'après-midi[76].
- matin: communiqué de la direction du quotidien Combat : « des personnes se disant mandées par une organisation syndicale affiliée à la CGT se sont rendues à l'imprimerie de Médan. Elles ont exigé l'arrêt immédiat de l'impression d'Action et, bien sûr, refusé celle du numéro spécial de Combat. Après au moins trois heures de palabres, ces mêmes représentants ont fini par accepter l'impression du journal Action, tout en continuant de refuser obstinément celle de notre numéro spécial »[68].
- matin: la grève générale d'un jour commence un peu partout en France. Les images des violences ont choqué.
- midi: le syndicat unifié des techniciens se joint au mouvement, tout en assurant le service minimum[76].
- après-midi: des défilés rassemblent 200 000 à un million de personnes à Paris, selon les estimations, et un million dans une trentaine d'autres villes du pays. Très forte mobilisation à dans les villes d'Auvergne et dans celles de Provence mais aussi à Nantes et sa banlieue, Lyon et la sienne, où lors du défilé toulousain, et celui de la ville de Caen.
- dans l'après-midi, alors que les grandes manifestations s'achèvent, Jean Dupont, directeur général et des représentants du conseil d'administration de l'ORTF ont assisté à la projection de la principale séquence du magazine télévisé "Zoom", un reportage chronologique - le seul qui existe - sur les manifestations. Les coproducteurs avaient prévu, comme d'habitude, un débat contradictoire[78].

## Mardi14 mai
- Au petit jour, 500 métallos de l'usine Claas de Woippy (Moselle), débraient.
- Dans la soirée, grève illimitée avec occupation à l'usine Sud-Aviation de Bouguenais (Loire-Atlantique), première usine occupée de France. À Clermont-Ferrand, des groupes de jeunes ouvriers entrent dans l'université pour venir aux nouvelles.
- Accrochage Michau-Cohn-Bendit à Nanterre.
- soir : quelques heures avant la diffusion de l'émission de télévision "Zoom", sont choisis les participants au premier débat associant des contestataires, le député gaulliste Fanton, le recteur Capelle, mais aussi Sauvageot et Geismar (dont les interventions ont été expurgées du reportage), révèlera Le Monde tout en précisant qu'il semble alors que l'ORTF ne soit pas encore disposée à permettre la diffusion du débat. « Dans ces conditions, les producteurs de " Zoom ", estimant que la séquence ne prend sa signification qu'accompagnée d'une discussion au fond, seront peut-être tentés de saborder l'émission », ajoute le quotidien du soir[78].

## Mercredi15 mai
- matin: à Lille et à Calais, pas quotidiens. Dans ces deux villes, le jour normal de non-parution est le lundi, mais les ouvriers du livre ont accepté de travailler pour éviter deux jours consécutifs sans journaux puis ont fait grève mardi[76].
- La grève gagne l'usine Renault de Cléon, où 300 jeunes ouvriers séquestrent une dizaine de cadres. Au même moment, grève aux usines Kléber-Colombes d'Elbeuf et La Roclaine de St-Étienne du Rouvray, dans le même département de Seine-Maritime. Un groupe d'ouvriers de Cléon fait irruption sur le nouveau campus de Mont-Saint-Aignan (Rouen).
- « journée d'action nationale » de la CGT et de la CFDT contre les ordonnances sur la sécurité sociale.
- soir: l'intersyndicale des journalistes de l'ORTF créer un "comité permanent" pour "le respect de l'objectivité de l'information" et précise qu'elle prendra contact avec les producteurs de la télévision, dont elle "approuve la protestation".
- l'occupation du Théâtre de l'Odéon par les étudiants commence, avant sa transformation en « lieu de meeting ininterrompu » jusqu’au 21 mai[79].
- La FER appelle à mettre en avant la grève des salariés : « Nous ne ferons pas comme la JCR qui se dissout dans le soi-disant mouvement réel des masses, faisant litière des leçons du mouvement ouvrier (…)  À Nantes, les ouvriers occupent l’usine Sud-Aviation. À la Sorbonne, c’est la kermesse », souligne Claude Chisserey dans un numéro de son mensuel  Révoltes daté du 15 mai 1968, qui est publié quelques heures après le début de cette occupation nantaise[80].

## Jeudi16 mai
- Une cinquantaine d'usines occupées en France, dont 5 de Renault (Billancourt, Le Mans, Cléon, Flins, Sandouville), et 10 sur la seule ville du Havre[réf. nécessaire].
- 5 heures : Renault de Cléon (Seine-Maritime), l'équipe du matin trouve portes fermées, la grève ayant été déclenchée le mercredi 14 mai à 15 heures[81]. Plusieurs centaines de salariés de l'équipe de nuit restent enfermés dans les bâtiments administratifs et le directeur de l'usine refuse de quitter l'entreprise.
- 8 heures : les 1 800 salariés de Lockheed à Beauvais, décident de poursuivre la grève commencée la veille mercredi 15 mai[81].
- 8 heures : les 1 200 salariés de l'usine Unulec, à Orléans, se mettent en grève[81].
- Le comité d'occupation de la Sorbonne lance un appel à l'occupation immédiate de toutes les usines en France et à la formation de conseils ouvriers.
- Communiqué commun de tous les syndicats des personnels de l'ORTF : « une fois de plus, l'ORTF a failli à son rôle d'information de la nation » en raison de ses structures et décident « de ne pas s'y soumettre » en raison « d'un conseil d'administration sans pouvoir » dont ils réclament la démission et « décident d'ores et déjà que les délégués du personnel ne peuvent plus y siéger »[76] et envisagent de convoquer « l'ensemble des personnels à une assemblée générale ».
- 13 heures :  le journal télévisé de la première chaîne diffuse un reportage, sur l'usine Sud-Aviation à Nantes, occupée depuis l'avant-veille. Il passe à 19H30 dans celui de la deuxième chaine[82].
- 16 heures 15 : Renault Le Mans, décision de grève illimitée et d'occupation de l'usine[81].
- 18 heures 30 : le général commandant l'École polytechnique décide de fermer les portes. Les trois cents élèves de grandes écoles et étudiants qui voulaient y pénétrer renoncent.
- début de soirée : conférence de presse des Comités d'Action Lycéens, du Comité de Grève du CNRS et du Mouvement du 22 mars, Alain Geismar annonce : « nous allons manifester notre solidarité avec le personnel, les journalistes et les techniciens de I'ORTF. On a tenté de minimiser notre mouvement, de le ridiculiser »[83]. Après la conférence, ils diffusent un tract réclamant la « liberté d'expression à l'intérieur de l'ORTF pour ceux qui luttent » et appelant à une manifestation le 17 mai à 19 heures devant les studios de la rue Cognacq-Jay[83]. La direction de l'ORTF s'inquiète[83] et décide délocaliser l'émission Tribune de l'Université, une heure avant son début, de la rue Cognacq-Jay vers "Centre Devèze, de la rue François 1er" « pour éviter une rencontre avec les personnels de l'ORTF », un site historique proche des Champs-Élysées, où Radio-Paris s'était installée le 1er août 1927[84].
- 20 heures : l'hôtel Matignon annonce que Georges Pompidou fera une allocution radiotélévisée à 21 heures 30.
- 20 heures 15: début de l'émission Tribune de l'Université sur la première chaine de l'ORTF, que Le Monde rapporte en ces termes : « Il est très vite apparu que ce débat pouvait se situer dans la ligne de la tactique gouvernementale : discréditer les trois " pétroleurs ", ainsi que les a nommés M. Couband; montrer à l'opinion bien pensante qu'on avait affaire à des " enragés », l'apparition quelques instants après de Georges Pompidou, suffisant selon Le Monde « amplement à confirmer cette interprétation »[85]. À la fin de l'édition du journal du 20h, Claude Couband prend l'antenne et présente les invités. Pour les étudiants : Daniel Cohn-Bendit du Mouvement du 22 Mars, Jacques Sauvageot, vice-président de l'UNEF et Alain Geismar, secrétaire général du SNES-SUP. Pour les journalistes : Michel Bassi du Figaro, Jean Ferniot de France Soir et Pierre Charpy de Paris-Presse. Les thèmes abordés sont les revendications des étudiants en grève, la suppression des examens, la sélection, l'amnistie pour les étudiants arrêtés lors des manifestations, l'occupation du Théâtre de l'Odéon par les étudiants[86]. De cette émission, la presse se fait l'écho avec plus de discrétion que celle du 14 mai pourtant sur la 2e chaine, moins diffusée, et « certains la perçoivent comme une disqualification des étudiants auprès de l'opinion publique »[82].
- 21 heures : la CGT estime que la manifestation envisagée contre l'ORTF "prend l'allure d'une provocation"[81].
- 21 heures 30 : Georges Pompidou a annoncé le rappel de réservistes de la gendarmerie, le renforcement de la surveillance autour de l'Opéra, l'ORTF et la tour Eiffel. Sur le plan des faits, l'allocution a eu, semble-t-il, pour effet de faire renoncer - du moins en principe - certains animateurs du mouvement étudiant à leur intention de « prendre l'ORTF » ou de manifester devant ses studios, rapporte Pierre Viansson-Ponté dans Le Monde, en observant que les syndicats et le PCF « déplaçent les projecteurs vers les grèves ouvrières »[87].
- 22 heures : les ouvriers de Renault-Sandouville décident l'occupation des locaux[81].
- soirée : l'UJC(ml) improvise une marche sur Renault-Billancourt, avec une immense banderole proclamant « Les ouvriers prendront, des mains fragiles des étudiants, le drapeau de la lutte contre le régime anti-populaire »[5].
- 22 heures : Georges Séguy, secrétaire général de la CGT, qualifie la situation de « conflit entre les forces ouvrières et démocratiques et un pouvoir placé devant la faillite de sa politique ».
- minuit : le Snesup. et l'UNEF annulent la marche sur l'ORTF en s'en désolidarisant[81].
- les étudiants de l'IEP Paris ouvre des négociations pour des élections étudiantes et le report des examens à la rentrée (acté le 19 mai)[65].

## Vendredi17 mai
- On décompte 200 000 grévistes en France. Le mouvement s'étend à Montbéliard-Sochaux, au cœur des usines automobiles Peugeot, Besançon ou encore le Sud-est.
- Parmi les grévistes, beaucoup de jeunes titulaires d'un CAP, qui s'estiment déclassés. L'ORTF diffuse des images de milliers d'étudiants piétinant devant les portes, fermées, de Renault-Billancourt, bastion de la CGT.
- annulation, jeudi 16, de la manifestation de l'O.R.T.F. et le désaveu de la " prise de l'Odéon " par l'U.N.E.F.
- matin: la CGT annule, à la suite d'une réunion extraordinaire de son bureau confédéral, le Festival de la jeunesse de Pantin, souligne que la grève avec occupation des usines s'étend et appelle à organiser des milliers d'assemblées et de grèves sur les lieux de travail, a déclaré Georges Séguy[88].
- L'UNEF désavoue l'occupation de l'Odéon[88].

## Samedi18 mai
- Un million de grévistes à midi. Deux millions en fin d'après-midi. Les images de l'ORTF créent des remous au sein des syndicats et des partis de gauche, qui à partir du 19 mai tentent d'entrer dans le mouvement pour le canaliser ou le récupérer, selon les versions. Parmi les usines en grève, 45 sont dans la métallurgie lourde, 19 dans l'automobile, 17 dans l'électrotechnique, 15 dans l'alimentation et 13 dans l'aéronautique.

## Dimanche19 mai
- Le Festival international du film de Cannes s'arrêta par souci de solidarité avec les grévistes et sous la pression de plusieurs réalisateurs. Les cinéastes contestataires, avec notamment François Truffaut, Claude Berri, Claude Lelouch et Jean-Luc Godard, ainsi que certains membres du jury, comme Louis Malle et Roman Polanski, jugèrent indécent de continuer le festival tout en connaissant les événements en cours. Le festival devait s'achever le 24 mai, en conséquence, aucun prix ne fut attribué[89],[90].

## Lundi20 mai
- Lundi matin, après un week-end de tractations et discussions, le nombre de grévistes atteint 4 millions, dans tous les corps de métiers, y compris de nombreux cadres et ingénieurs.

## Mardi21 mai
- Les manifestations s'étendent.
- Les grèves générales d'usines provoquent des achats de panique d'essences.
- Débats à l'assemblée nationale sur une motion de censure[91].

## Mercredi22 mai
- sur la Première chaîne, les programmes sont interrompus jusqu’en soirée.
- 8 millions de grévistes.
- Daniel Cohn-Bendit quitte la France pour faire une « tournée révolutionnaire ». Le ministre de l'intérieur annonce qu'il est désormais interdit de séjour en France.

## Jeudi23 mai
- Le congrès du SNESup s’ouvre le 23 mai en présence de 76 sections, à la veille d'une manifestation de UNEF à Paris. Une motion majoritaire décide ne pas conclure le débat d’orientation par un vote[92].

## Vendredi24 mai
- Au petit matin, sur la barricade de la rue des Écoles à Paris, on retrouve le corps de Philippe Mathérion, 26 ans, blessé par des éclats de grenade offensive[93]. L'autopsie du corps est demeurée secrète[35].
- Au soir du jeudi de l'ascension, le président Charles de Gaulle fait une intervention à la télévision. Il annonce un futur référendum sur la participation. Le soir, après le discours, les manifestants scandent « Son discours, on s'en fout ».
- Le lendemain, les préfets lui envoient par télégramme les réactions dans chaque région.
- À Norcourt[Où ?] (Aisne), la municipalité fait savoir qu'elle refuse d'organiser le scrutin. Noircourt ? Morcourt ?[réf. nécessaire]
- Émeutes étudiantes à Lyon dans la nuit du 24 au 25 mai[94].

## Samedi25 mai
- Le personnel de l'ORTF se met en grève
- Le vendredi, au lendemain de l'ascension, on frôle les 9 millions de grévistes.
- Le record de précédente grande grève de 1936 (6 millions) est largement battu, dans une France qui s'est industrialisée au cours des Trente Glorieuses de l'après-guerre.
- Plus de téléphone, courrier, plus d'essence. Dans les médias, malgré la grève, les journalistes continuent à couvrir les événements. Des musiciens viennent jouer gratuitement dans les usines, où l'on danse et joue au football.
- 1re séance de négociations syndicats/gouvernement, rue de Grenelle, ouverte par Georges Pompidou.

## Dimanche26 mai
- À Nantes, le comité central de grève distribue des bons de fuel aux petits commerces alimentaires et organise le ramassage des ordures. À Cluses (Haute-Savoie), une monnaie émise par les grévistes et avalisée par les commerçants circule en bons de 10 francs. Dans la Somme, ce sont les municipalités de Saleux, Picquigny, Saint-Sauveur et Flixécourt, qui émettent des bons.

## Lundi27 mai
- Un protocole d'accords de Grenelle est établi vers 7 h du matin, après une nuit blanche.
- La France entière, privée d'essence et de téléphone, respire au rythme de ses transistors.
- Les assemblées générales créent la surprise, en rejetant ces accords et en votant dans la journée la poursuite de la grève, même à l'usine Renault de Billancourt, où la CGT dépasse traditionnellement 60 % des voix aux élections professionnelles et se voit débordée.
- Dans l'après-midi, un meeting géant réunit, au stade Charléty (dans le sud de Paris) les étudiants de l'UNEF, les militants et dirigeants de la CFDT, de la FEN, de 4 fédérations FO, et d'une partie des groupes d'extrême gauche.

## Mardi28 mai
- La CGT propose et obtient d'organiser le lendemain de « grandes manifestations unitaires ».
- François Mitterrand propose un gouvernement intérimaire dirigé par Pierre Mendès France.

## Mercredi29 mai
- Charles de Gaulle a disparu mais laisse entendre qu'il est parti en Allemagne à Baden-Baden consulter l'armée et notamment le général Jacques Massu.
- À l'appel du PCF et des syndicats, 20 000 personnes manifestent dans les rues de Paris.[réf. souhaitée]

## Jeudi30 mai
- Le président réapparaît, reçoit Georges Pompidou à 14h30, convoque un conseil des ministres pour 15 h, puis annonce à 16h30 à la radio la dissolution de l'Assemblée et des élections législatives. Une manifestation, prévue la veille, contre le mouvement social et en soutien au président de la république rassemble deux cent mille personnes le soir même sur les Champs-Élysées et la place de la Concorde[95].

## Vendredi31 mai
- Remaniement du gouvernement Georges Pompidou.

## Mardi4 juin
- Début de la reprise de l’activité dans certains secteurs comme l’EDF-GDF, les transports et les PTT.

## 5 juin-7 juin
- Début de la reprise du travail dans la fonction publique.

## 7 juin
- Violents affrontements à Flins entre les grévistes et la Régie Renault, épaulés par les étudiants et les forces de l’ordre.

## 10 juin
- Mort de Gilles Tautin, lycéen et militant maoïste. Il meurt noyé dans la Seine en tentant d'échapper à une charge de gendarmes mobiles, aux abords de l'usine Renault de Flins à Meulan.

## 11 juin
- À l'usine Peugeot de Sochaux-Montbéliard, un CRS tue Pierre Beylot, ouvrier-serrurier de 24 ans, d’une balle de 9 mm (plusieurs ouvriers sont touchés par balle). On relève un autre ouvrier, Henri Blanchet, 49 ans, qui déséquilibré par une grenade offensive, tombe d’un parapet et meurt le crâne fracturé.

## 12 juin
- Décret du 12 juin 1968 portant dissolution d'organismes et de groupements. Le gouvernement interdit les manifestations sur tout le territoire.

## 14-16 juin
- Évacuation de la Sorbonne, et de l'Odéon. Les cours reprennent dans les lycées.
- 15 juin, la CA du Snesup se réunit pour la première fois depuis le congrès interrompu.

## 19 juin
La commission administrative du SNESup se réunit pour la première fois depuis le congrès interrompu et approuve l’action du bureau d'Alain Geismar par une très courte majorité relative de 28 voix contre 26 et 8 abstentions. La demande d’un élargissement du bureau à la minorité est refusée mais un congrès exceptionnel fixé aux 12, 13 et 14 juillet.

## 23-30 juin
- élections législatives. Large victoire des gaullistes UDR et de leurs alliés (Union des démocrates pour la République) qui remportent la majorité absolue des sièges. L’opposition subit un échec retentissant.

## Juillet
- 10 juillet :
  - Maurice Couve de Murville, nouveau Premier ministre, en remplacement de Georges Pompidou, forme un nouveau gouvernement. Edgar Faure est nommé ministre de l’Éducation nationale.
  - Arrestation d’Alain Krivine.
- 11 juillet : conformément à la Constitution la nouvelle Assemblée se réunit pour une durée de quinze jours : Jacques Chaban-Delmas est réélu au fauteuil présidentiel. Incidents entre l’UDR et les républicains indépendants : Valéry Giscard d'Estaing est écarté de la présidence de la commission des Finances.
- 12 juillet : fin de la grève des journalistes de l’ORTF.
- 13 au 16 juillet : incidents au Quartier latin et à la Bastille entre manifestants et policiers.
- 15 au 31 juillet : incidents au Festival d'Avignon.
- 17 juillet : dans sa déclaration de politique générale qu’il fait devant le parlement, Maurice Couve de Murville se donne dix-huit mois pour rétablir l’équilibre de l’économie française et précise « les grandes réformes » qui seront engagées avant la fin de l’année.
- 24 juillet : loi d’amnistie pour les faits relatifs à l’Algérie.

## Août
- 2 août : un tiers des postes de journalistes est supprimé à l’ORTF, 102 journalistes de radio et télévision sont licenciés.